# The Best of Me - Il meglio di me
The Best of Me - Il meglio di me (The Best of Me) è un film del 2014 diretto da Michael Hoffman.
Il soggetto è tratto dal romanzo Il meglio di me di Nicholas Sparks.

## Trama
Nella primavera del 1992, quando frequentavano il liceo, Amanda e Dawson si erano innamorati: profondamente, irrevocabilmente. Nonostante appartenessero a due mondi opposti, il loro amore sembrava tanto grande da sfidare le regole della vita di Oriental, la cittadina della Carolina del Nord dove erano cresciuti. Dawson, segnato dalla violenza della sua famiglia, pensava che il sentimento per Amanda lo avrebbe riscattato da un destino di solitudine e infelicità. Dawson era uno spirito libero e appassionato, tutto quello che la rigida educazione di Amanda come ragazza perfetta le aveva negato. Ma alla fine di quell'ultima estate, le loro strade si erano bruscamente divise.
Ora, ventuno anni dopo, Amanda e Dawson si ritrovano a Oriental per il funerale di Tuck, il vecchio amico che un tempo aveva dato rifugio alla loro giovane passione. Nessuno dei due ha avuto la vita che sperava, e nessuno dei due ha dimenticato il primo sconvolgente amore che li aveva cambiati per sempre. Mentre eseguono le ultime volontà di Tuck, espresse in due lettere, scoprono in quelle pagine verità impensabili su chi è rimasto, chi se n'è andato e soprattutto sul loro legame. Costretti ad affrontare ricordi dolorosi, Amanda e Dawson verranno a conoscere i veri motivi delle scelte fatte nel passato.
Nel frattempo il figlio di Amanda e del suo ex-marito ha un incidente stradale: il cuore ha delle valvole lese e per sopravvivere è necessario un trapianto.
Dawson, da tempo in conflitto con suo padre ed i fratelli per la scelta di amare Amanda, viene proprio ucciso per mano del padre, mentre stava andando da lei per consolarla su suo figlio.
Un anno più tardi, il figlio e Amanda scopriranno che il cuore trapiantato apparteneva proprio a Dawson.

## Produzione

### Cast
Per il ruolo di Dawson era stato inizialmente scelto Paul Walker, poi sostituito (in seguito alla sua morte) da James Marsden.

## Distribuzione
Il film è stato distribuito nelle sale cinematografiche statunitensi il 17 ottobre 2014. Il film è stato trasmesso in Italia in prima TV su Canale 5 il 19 aprile 2016.